# Timaspis
Timaspis is een geslacht van vliesvleugelige insecten van de familie Echte galwespen (Cynipidae).

## Soorten
- T. cichorii (Kieffer, 1909)
- T. chondrillae (Gain, 1894)
- T. helminthiae Stefani, 1902
- T. heraclei (Hedicke, 1923)
- T. lampsanae (Perris, 1873)
- T. lusitanica Tavares, 1904
- T. phoenixopodos Mayr, 1882
- T. pilicornis (Thomson, 1877)
- T. rufipes Ionescu & Roman, 1959
- T. sonchi (Stefani, 1900)
- T. urospermi (Kieffer, 1901)